# 啟康藥房
啟康藥房（俗稱）是加拿大的一家零售藥房連鎖店，總部位於安大略省多倫多。其在加拿大10個省份及兩個地區擁有超過1,300家店鋪。

## 外部連結
- Shoppers Drug Mart retail store website （页面存档备份，存于）
- Shoppers Drug Mart corporate website （页面存档备份，存于）